# سایتو، میازاکی
سایتو شهری است در کشور ژاپن. این شهر در  استان میازاکی و در جزیره کیوشو قرار گرفته است.
جمعیت این شهر در سال ۲۰۰۳ میلادی برابر ۳۴۰۰۰ نفر برآورد شده است.